# ساغار (تيبت)
ساغار (بالإنجليزية: Xagar (Tibet))‏ هي منطقة سكنية تقع في الصين في أزمة التبت والصين. يقدر عدد سكانها بـ
- نسمة .